# Дабуїди

Держава Дабуїдів близько 720 року

Дабуїди — зороастрійська іранська династія, заснована на початку VII століття. Представники династії володіли Табаристаном і частиною західного Хорасану. Правління Дабуїдів завершилось 760 року аббасидським завоюванням.

## Список правителів
| Ім'я                        | Зображення | Титул                                | Роки життя | Початок правління | Кінець правління | Родинні зв'язки        | Примітки                        |
| --------------------------- | ---------- | ------------------------------------ | ---------- | ----------------- | ---------------- | ---------------------- | ------------------------------- |
| Династія Дабуїдів (642—760) |            |                                      |            |                   |                  |                        |                                 |
| Гіл Гавбара                 |            | Іспахбадх                            | ? -660     | 642               | 660              | син Фіруза             |                                 |
| Дабуя                       |            | Іспахбадх, Гіл-Гілян, Падашваргаршах | ? -676     | 660               | 676              | Син Гіл Гавбари        |                                 |
| Фаррукан Великий            |            | Іспахбадх, Гіл-Гілян, Падашваргаршах | ? -728     | 712               | 728              | Син Дабуї              |                                 |
| Дадбурзмір                  |            | Іспахбадх, Гіл-Гілян, Падашваргаршах | ? -740/741 | 728               | 740/741          | Син Фаррукана Великого |                                 |
| Фаррукан Малий              |            | Іспахбадх, Гіл-Гілян, Падашваргаршах | ? -747/48  | 740/741           | 747/48           | Син Фаррукана Великого | Регент Хуршида Табаристанського |
| Хуршид Табаристанський      |            | Іспахбадх, Гіл-Гілян, Падашваргаршах | 734 — 761  | 740/741           | 760              | Син Дадбурзміра        | Покінчив життя самогубством     |